# كازوتوشي هاتانو
كازوتوشي هاتانو (باليابانية: 波多野和俊؛ بالكانا: はたの かずとし) هو مؤدي صوت ياباني، ولد في 2 أبريل 1979 في أويتا في اليابان.

## وصلات خارجية
- كازوتوشي هاتانو على موقع IMDb (الإنجليزية)
- كازوتوشي هاتانو على موقع ألو سيني (الفرنسية)
- كازوتوشي هاتانو على موقع كينوبويسك (الروسية)
- كازوتوشي هاتانو على موقع ANN person (الإنجليزية)